# Kjell Bondevik
Kjell Bondevik (* 11. März 1901 in Leikanger, Fylke Sogn og Fjordane; † 21. Dezember 1983 in Oslo) war ein norwegischer Volkskundler und Politiker der Kristelig Folkeparti (KrF), der 15 Jahre lang Mitglied des Storting 1963 Sozialminister in der Regierung von Ministerpräsident John Lyng sowie zwischen 1965 und 1971 Minister für Kirchen und Unterricht in der Regierung von Ministerpräsident Per Borten war. Er spielte eine herausragende Rolle in religiösen Organisationen und bei den Bemühungen um die sogenannten Målsaken, einen national-kulturellen Kampf für eine norwegische Schriftsprache und unverwechselbare Kultur Norwegens. Als Volkskundler wurde er insbesondere durch seine Werke Jordbruket i norsk folketru und Studiar i norsk segnhistorie bekannt.

## Leben

### Studium, Lehrer und Kommunalpolitiker
Bondevik, Sohn des Postschaffners Ola Bondevik und dessen Ehefrau Severina Stenehjem, besuchte 1917 die Volkshochschule und gehörte 1919 zu den Mitgründern der Norwegischen Folklore-Gesellschaft (Norsk Folkeminnelag). Er begann 1922 ein Lehramtsstudium, das er 1927 als Magister artium (Mag. art.) und Candidatus philologiæ (Cand. philol.) abschloss. Nach Ablegung des pädagogischen Examens nahm er 1927 eine Tätigkeit als Lehrer am Kristelig Gymnasium in Oslo und unterrichtete dort bis 1931. Während dieser Zeit war er zwischen 1930 und 1932 Vorsitzender der Christlichen Landjugendliga (Kristelige Landsungdomslag) in Oslo, dessen Vize-Vorsitzender er seit 1929 war.
1933 nahm er eine Tätigkeit als Lektor an der Höheren Schule in Haugesund auf und war im Anschluss zwischen 1937 und 1948 Lektor am Gymnasium und an der Realschule in Sauda. Des Weiteren engagierte er sich von 1935 bis 1938 als Vorsitzender des Vereins Noregs Mållag für die Region Karmsund für die Verbreitung von Nynorsk als zweite Variante der norwegischen Sprache neben Bokmål.
Zu Beginn des Zweiten Weltkrieges begann Bondevik seine politische Laufbahn in der Kommunalpolitik und war von 1939 bis 1947 Vorsitzender der Kristelig Folkeparti von Sauda sowie zugleich zwischen 1939 und 1950 Vorsitzender der KrF im Fylke Rogaland.
Nach Kriegsende war er zwischen 1945 und 1951 Mitglied des Gemeindepräsidiums von Sauda sowie von 1946 bis 1949 auch Vorsitzender des dortigen Kulturausschusses. Daneben war er zwischen 1945 und 1947 auch als Vorsitzender des Vereins Noregs Mållag in Sauda aktiv. Zugleich war er zwischen 1946 und 1950 Redakteur von Vegen vår, des Organs der Kristelig Folkeparti im Fylke Rogaland, und gehörte ferner von 1949 bis 1955 dem Landesvorstand der KrF als Mitglied an.
1948 wurde er Rektor von Gymnasium und Realschule in Sauda und übte diese Funktion bis 1965 aus.

### Storting-Mitglied und Minister in der Regierung Lyng
Als Kandidat der Kristelig Folkeparti wurde Bonevik bei der Wahl vom 10. Oktober 1949 erstmals zum Mitglied des Storting gewählt und vertrat in diesem bis zur Wahl am 13. September 1965 mehr als 15 Jahre lang die Interessen des Fylke Rogaland.
Während seiner Parlamentszugehörigkeit fungierte er vom 11. Januar 1950 bis zum 30. September 1961 als Sekretär des Vorstandes der KrF-Fraktion sowie zwischen dem 22. Januar 1954 und dem 30. September 1961 als Vorsitzender des Sozialausschusses des Storting. Zugleich war er von 1955 bis 1961 Vize-Vorsitzender der Kristelig Folkeparti und damit Stellvertreter des Parteivorsitzenden Einar Hareide.
Im Anschluss war er zwischen dem 1. Oktober 1961 und dem 28. August 1963 Vorsitzender der KrF-Fraktion im Storting. Am 28. August 1963 wurde Bondevik von Ministerpräsident John Lyng als Sozialminister (Sosialminister) in dessen Regierung berufen, der er bis zum Ende von Lyngs Amtszeit nur vier Wochen später am 25. September 1963 angehörte.

### Minister in der Regierung Borten und Hochschullehrer

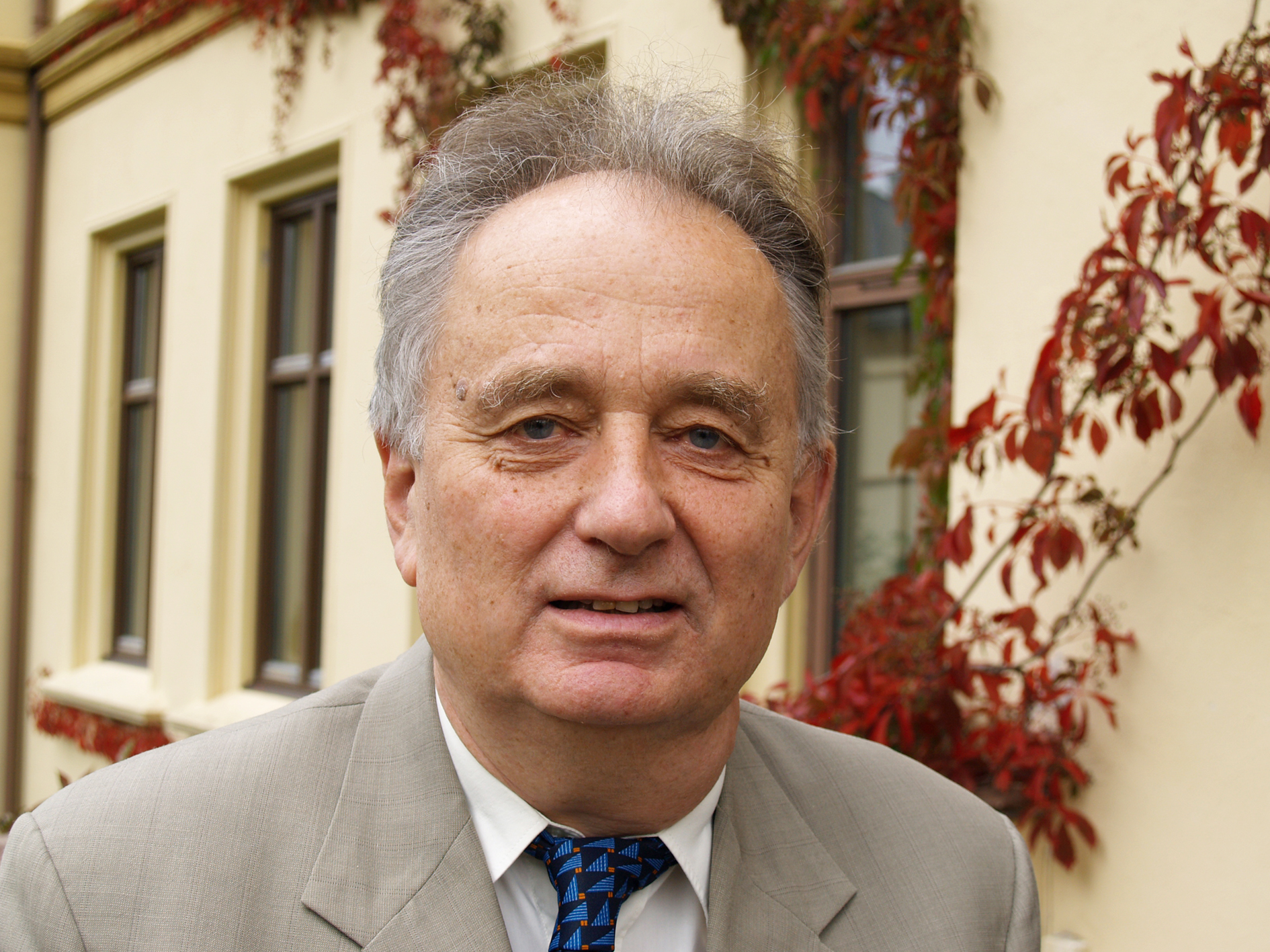
Kjell Bondeviks Sohn Odd Bondevik

Daraufhin war er vom 25. September 1963 bis zum 30. September 1965 abermals Vorsitzender der KrF-Fraktion im Storting, ehe er am 12. Oktober 1965 von Ministerpräsident Per Borten zum Minister für Kirchen und Unterricht (Kirke- og Undervisningsminister) ernannt wurde. Dieses Ministeramt bekleidete er bis zum Ende von Bortens Amtszeit am 17. März 1971. 1967 wurde er Ehrenmitglied der Kristelig Folkeparti.
Neben seiner politischen Laufbahn als Abgeordneter und Minister war Bondevik zwischen 1958 und 1978 Prüfer im Fach Folkloristik an der Universität Oslo sowie zugleich von 1965 bis 1970 Dozent für Folkloristik an der Universität Bergen.
1982 wurde Bondevik erster Ehrendoktor der Universität Tromsø, die 1968 während seiner Amtszeit als Unterrichtsminister gegründet wurde.
Bondeviks Sohn war der Geistliche Odd Bondevik, der zwischen 1991 und 2008 Bischof von Møre sowie von 1998 bis 2002 Präses der Norwegischen Kirche war. Sein Neffe war der Politiker Kjell Magne Bondevik, der von 1997 bis 2000 sowie erneut zwischen 2001 und 2005 Ministerpräsident Norwegens war.

## Veröffentlichungen
- Jordbruket i norsk folketru, 1933, Neuauflage 1950
- Karmsund mållag i 25 år, 1938
- Segner um svartedauen i Sogn, Leikanger 1939
- Sogndal sparebank i 100 år. 1841-10. juli 1941, Haugesund 1941
- Studiar i norsk segnhistorie, Oslo 1948
- Sogndal sparebank i 125 år 1841-10. juli 1966, Sogndal 1966`
- Sogndal Folkehøgskule i 100 år, 1971
- Kristent innslag i norsk politikk 1800-1930, Oslo 1975

## Hintergrundliteratur
- Arthur Berg: I stridens hete: Kjell Bondevik, Oslo 1969
- Demokrati- og kulturansvar. Festskrift til Kjell Bondevik på 70-års dagen 11. mars 1971, Oslo 1971
- Ingvar Heddal: Statsministeren vi ikke fikk. Kjell Bondevik. En biografi, Oslo 1981